# Коулгерст
Коулгерст (англ. Coalhurst) — містечко в Канаді, у провінції Альберта, у складі муніципального району Летбрідж.

## Населення
За даними перепису 2016 року, містечко нараховувало 2668 осіб, показавши зростання на 34,9%, порівняно з 2011-м роком. Середня густина населення становила 857,5 осіб/км².
З офіційних мов обидвома одночасно володіли 85 жителів, тільки англійською — 2 570, а 10 — жодною з них. Усього 220 осіб вважали рідною мовою не одну з офіційних, з них 15 — одну з корінних мов, а 5 — українську.
Працездатне населення становило 1 495 осіб (75,1% усього населення), рівень безробіття — 4% (4,3% серед чоловіків та 3,7% серед жінок). 89% осіб були найманими працівниками, а 10,7% — самозайнятими.
Середній дохід на особу становив $47 883 (медіана $39 637), при цьому для чоловіків — $57 177, а для жінок $37 934 (медіани — $52 267 та $30 176 відповідно).
32,4% мешканців мали закінчену шкільну освіту, не мали закінченої шкільної освіти — 16,8%, 50,5% мали післяшкільну освіту, з яких 24,4% мали диплом бакалавра, або вищий, 10 осіб мали вчений ступінь.
| Статево-вікова структура населення | Статево-вікова структура населення | Статево-вікова структура населення | Статево-вікова структура населення | Статево-вікова структура населення |
| ---------------------------------- | ---------------------------------- | ---------------------------------- | ---------------------------------- | ---------------------------------- |
|                                    |                                    |                                    |                                    |                                    |
| Всього                             | Всього                             | 50,4%49,6%                         |                                    |                                    |
| 0 — 14 років                       | 0 — 14 років                       |                                    | 25,5%                              | 25,5%                              |
| 15 — 64 років                      | 15 — 64 років                      |                                    | 65,5%                              | 65,5%                              |
| 65 і більше                        | 65 і більше                        |                                    | 9%                                 | 9%                                 |
| 85 і більше                        | 85 і більше                        |                                    | 0,2%                               | 0,2%                               |
| Середній вік (років)               | Середній вік (років)               | 33,433,0                           | 33,2                               | 33,2                               |
| Медіана (років)                    | Медіана (років)                    | 32,031,3                           | 31,7                               | 31,7                               |
| — чоловіки — жінки                 |                                    |                                    |                                    |                                    |

| Походження мешканців:     | Походження мешканців:     | Походження мешканців: | Походження мешканців: | Походження мешканців: |
| ------------------------- | ------------------------- | --------------------- | --------------------- | --------------------- |
| Походження                |                           |                       | осіб                  | %                     |
| Корінні американці        | Корінні американці        |                       | 255                   | 9.56%                 |
| Інше північноамериканське | Інше північноамериканське |                       | 895                   | 33.55%                |
| Європейське               | Європейське               |                       | 2 075                 | 77.77%                |
| британське                | британське                |                       | 1 295                 | 48.54%                |
| французьке                | французьке                |                       | 275                   | 10.31%                |
| українське                | українське                |                       | 140                   | 5.25%                 |
| Латинськоамериканське     | Латинськоамериканське     |                       | 50                    | 1.87%                 |
| Карибське                 | Карибське                 |                       | 10                    | 0.37%                 |
| Азійське                  | Азійське                  |                       | 85                    | 3.19%                 |

| Зайнятість населення за галузями (за класифікацією NOC): | Зайнятість населення за галузями (за класифікацією NOC): | Зайнятість населення за галузями (за класифікацією NOC): | Зайнятість населення за галузями (за класифікацією NOC): | Зайнятість населення за галузями (за класифікацією NOC): |
| -------------------------------------------------------- | -------------------------------------------------------- | -------------------------------------------------------- | -------------------------------------------------------- | -------------------------------------------------------- |
|                                                          |                                                          |                                                          |                                                          |                                                          |
| Управління                                               | Управління                                               |                                                          | 11,1%                                                    | 11,1%                                                    |
| Бізнес, фінанси та адміністрування                       | Бізнес, фінанси та адміністрування                       |                                                          | 11,4%                                                    | 11,4%                                                    |
| Природничі та прикладні науки                            | Природничі та прикладні науки                            |                                                          | 4,4%                                                     | 4,4%                                                     |
| Охорона здоров'я                                         | Охорона здоров'я                                         |                                                          | 6,4%                                                     | 6,4%                                                     |
| Освіта, правозахист, муніципальні та урядові служби      | Освіта, правозахист, муніципальні та урядові служби      |                                                          | 12,4%                                                    | 12,4%                                                    |
| Мистецтво, культура, відпочинок та спорт                 | Мистецтво, культура, відпочинок та спорт                 |                                                          | 2%                                                       | 2%                                                       |
| Роздрібна торгівля та послуги                            | Роздрібна торгівля та послуги                            |                                                          | 20,8%                                                    | 20,8%                                                    |
| Гуртова торгівля, транспорт та обладнання                | Гуртова торгівля, транспорт та обладнання                |                                                          | 23,2%                                                    | 23,2%                                                    |
| Природні ресурси, сільське господарство                  | Природні ресурси, сільське господарство                  |                                                          | 5%                                                       | 5%                                                       |
| Виробництво                                              | Виробництво                                              |                                                          | 2,7%                                                     | 2,7%                                                     |

## Клімат
Середня річна температура становить 6°C, середня максимальна – 24°C, а середня мінімальна – -14,4°C. Середня річна кількість опадів – 387 мм.
| Клімат поселення                              | Клімат поселення | Клімат поселення | Клімат поселення | Клімат поселення | Клімат поселення | Клімат поселення | Клімат поселення | Клімат поселення | Клімат поселення | Клімат поселення | Клімат поселення | Клімат поселення | Клімат поселення |
| Показник                                      | Січ.             | Лют.             | Бер.             | Квіт.            | Трав.            | Черв.            | Лип.             | Серп.            | Вер.             | Жовт.            | Лист.            | Груд.            |                  |
| Середній максимум, °C                         | −0,68            | 2,58             | 7,11             | 13,11            | 18,43            | 22,53            | 23,99            | 23,90            | 18,69            | 13,20            | 4,90             | 0,00             |                  |
| Середня температура, °C                       | −7,56            | −4,3             | 0,22             | 6,22             | 11,55            | 15,66            | 18,20            | 18,10            | 12,88            | 7,40             | −0,9             | −5,8             |                  |
| Середній мінімум, °C                          | −14,44           | −11,2            | −6,62            | −0,62            | 4,67             | 8,78             | 12,39            | 12,30            | 7,08             | 1,61             | −6,71            | −11,6            |                  |
| Норма опадів, мм                              | 17               | 13               | 24               | 31               | 53               | 78               | 40               | 42               | 38               | 18               | 17               | 16               |                  |
| Середньомісячна швидкість вітру, м/с          | 4.54             | 4.20             | 4.50             | 4.57             | 4.40             | 4.07             | 3.60             | 3.50             | 3.80             | 4.40             | 4.67             | 4.58             |                  |
| Середньомісячна сонячна радіація, кДж/м²·день | 4407             | 7959             | 13227            | 17367            | 20936            | 22195            | 23751            | 20315            | 14628            | 8855             | 4716             | 3515             |                  |
| --------------------------------------------- | ---------------- | ---------------- | ---------------- | ---------------- | ---------------- | ---------------- | ---------------- | ---------------- | ---------------- | ---------------- | ---------------- | ---------------- | ---------------- |
| Джерело:                                      |                  |                  |                  |                  |                  |                  |                  |                  |                  |                  |                  |                  |                  |